# Paul Robin Benhaioun
 (janvier 2017).
Si vous disposez d'ouvrages ou d'articles de référence ou si vous connaissez des sites web de qualité traitant du thème abordé ici, merci de compléter l'article en donnant les références utiles à sa vérifiabilité et en les liant à la section « Notes et références ».
Paul Robin Benhaioun, né à Oran en 1932, est un réalisateur et producteur de télévision, journaliste, critique, grand reporter militaire au Ministère de la Défense nationale, rédacteur en chef de Notre Horizon organe de liaison des Forces françaises en Allemagne.Il est aussi chef des informations parisiennes auprès de Jean-François Devay (Paris Presse) et rédacteur en chef de Régie Presse Revue (Publicis Groupe).

## Biographie
Paul Robin Benhaioun est le fils d'Edmond Benhaioun, entrepreneur de transports maritimes et de Clotilde Adida. Dès ses études secondaires au Lycée Lamoricière, il réalise des films de genre.où il fait participer des artistes locaux. Sa démarche autodidacte influencée par l'expressionnisme fantastique, le porte à produire ses propres essais : Singularité, Le Corps et l'Esprit, La Bergère sans Ramoneur, qu'il tourne dans les décors naturels de la ville d'Oran.
Pour le moyen métrage qu'il produit et réalise en 1951, il est lauréat à dix neuf ans du IVe Festival International du film amateur de Cannes pour son film d'avant-garde La Profusion. Il fonde en 1953 la Société d'études du Cinéma algérien soutenue au CNC par Jacques Flaud pour initier une production cinématographique en Algérie qui serait selon Benhaioun une Californie du film français du fait de sa lumière, de sa double culture et de la diversité de ses paysages.
Son projet ZaÏre d'après Voltaire avec Nicole Courcel, Georges Marchal et Colette Mars qui le soutiennent auprès du groupe Laffont (L'Écho d'Oran) bute sur un problème de financement alors que gronde la guerre d'Algérie.
Après son service militaire effectué en Allemagne, il aborde en 1954 une période de journalisme auprès de Maurice Bessy et de Jean-Paul Mauclaire (Cinémonde, Le Film français), tout en préparant ses débuts à la Télévision Française où il est engagé en 1955.
En 1956, choisi par Jean d'Arcy alors directeur de la RTF pour lancer les programmes en direct, Paul Robin Benhaioun retourne à Alger où il va assurer la formation d'équipes et de techniciens de plateau et diriger les émissions dramatiques que Télé-Alger entreprend avec un souci de décentralisation. L'école des Buttes Chaumont par laquelle est passé Benhaioun est alors florissante. C'est ce qu'il va exporter à Alger en y réalisant des œuvres auxquelles vont participer les sociétaires du Théâtre-Français qui viennent faire leurs gammes à Télé-Alger sous sa direction.
En 1959, en pleine guerre d'Algérie, il réalise avec les équipes qu'il a formées, le long métrage Aventure à Alger qui tend à rapprocher les Communautés dans de magnifiques décors naturels avec une distribution franco-algérienne. Le film est diffusé en France sur TF1 en 1960. Il aura ainsi tenu sa gageure en vue d'un Cinéma franco-algérien. Revenu à Paris en 1960, il met en scène au Théâtre des Arts la pièce de Martial Retuerto La Reine-Roi (qui évoque l'épisode de la construction du temple d'Abou Simbel) avec Fernand Fabre, Jean d'Yd, Inkijinoff et Suzanne Gonnel dans le rôle de la légendaire Hatchepsout.
En 1962, retour dans les studios de Cognacq-Jay et du Moulin de la Galette à la Télévision française avec : La Roue Tourne et Monsieur Tout le Monde, les grandes émissions de divertissement de Jean-Paul Blondeau et de Guy Lux où Johnny Hallyday rencontre Maurice Chevalier, où Édith Piaf chante avec les Compagnons de la Chanson et où débutent Sheila (L'École est finie) et Claude François. Lors du lancement d'Antenne 2, il réalise la série Les Tribunaux comiques d'André Gillois. Il aura réalisé plusieurs émissions culinaires de Raymond Oliver ainsi que les Ciné-Clubs que présentait Marcel l'Herbier.
En 1964, pour répondre à un souhait du Général de Gaulle, Paul Robin Benhaioun est appelé à réaliser une série documentaire novatrice sur le style de vie des français qui s'appuie sur des statistiques. Avec Paul-Jean Franceschini, il écrit un feuilleton Marc et Sylvie qu'il produit et réalise et où il brosse en six épisodes avec une musique originale de Georges Auric, le portrait d'un couple et d'une famille française. La série est diffusée à deux reprises sur Antenne 2 en 1965 et 1966. Dès lors, il va se consacrer à des études et à des essais documentaires comme : La Presse française dans le Monde pour les Éditeurs-exportateurs de la Presse française (UNEEPF) et une commande privée de Hubert Beuve-Méry, fondateur du journal Le Monde pour le film Objectif Monde qu'il réalise à l'occasion du vingt-cinquième anniversaire de la création du journal.
En 1971, Paul Robin Benhaioun rencontre Sir Charles Spencer Chaplin à Vevey et à Londres où il tourne avec son accord, Cet Anglais nommé Chaplin, l'hommage qu'il produit et réalise en prime time pour TF1.
Il réalise en 1972 pour TF1 un film de 52 min sur Le Mai de Bordeaux. Le film est présenté par Jacques Chaban-Delmas, Maire de Bordeaux, alors Premier ministre. En 1974, Benhaioun le rejoint pour sa Campagne présidentielle comme conseiller audiovisuel et réalise le film Campagne pour un Président. En créant la Société International Video organisation en 1973, il produit un film sur la Télédistribution qui initie et modélise une application communale de la Télévision par Câble.
Il produit en 1971, avec Georges de Caunes Le Journal du Cinéma qu'il réalise en direct et en prime time pour TF 1. Entre 1970 et 1983, il a réalisé durant treize ans auprès de Jacques Chabannes, le premier Talk show de la Télévision française consacré à l'actualité littéraire, artistique et théâtrale : Paris Club - Rendez-vous au Club où se côtoie le Tout-Paris dans une atmosphère élitiste.
Il a également réalisé plusieurs émissions créées par Reha Kutlu et Jean-Pierre Hutin comme Trente millions d'amis ou L'Avenir du Futur.
Il est en 1975, Administrateur du premier Festival International du Film de Paris au Palais de Chaillot auprès de Pierre-Henri Deleau et de Jean-Claude Brialy et, en 1987, avec Dominique Alain Bordeau, son collaborateur depuis 1981, il entreprend de réaliser et de co-produire avec International Video Organisation et l'Institut national de l'audiovisuel une série sur les grandes Institutions présentées par ceux qui les dirigent, notamment : L'Assemblée Nationale - Dix sept ans de Présidence, par son Président Jacques Chaban-Delmas et L'Académie française par son trentième Secrétaire perpétuel Maurice Druon.
Sous le titre de La France en scène, il tend à développer un concept documentaire mettant en valeur les grandes sociétés françaises, L'Union des Assurances de Paris (U.A.P) et un film sur le déploiement international de La Société Thomson.
Citoyen d'Honneur de La Nouvelle-Orléans pour son action de rapprochement culturel avec la Louisiane, il a préparé aux États-Unis une Série de Télévision, The World on Stage (Le Monde en Scène) célébrant les villes les plus visitées du monde dont trois pilotes réalisés en hommage au rêve américain : Palm Springs, San Diego, Las Vegas.
Paul Robin Benhaioun préside depuis 1999 l'Association France Video AFV consacrée à la promotion et aux droits des Auteurs dans le cadre des nouveaux Médias.

## Principales réalisations

### Documentaires de création
- L'Art de la Renaissance en Alsace
- Les Nativités de Shongauer au Musée Unterlinden de Colmar
- Georg Büchner essai biographique dramatisé sur Georg Büchner, tourné à Goddelau, sa ville natale et à Darmstadt, Strasbourg et Zurich.
- Rencontres de tous les types sur les Arts traditionnels.
- Gastronomie Alsacienne - Cuisine Allemande (Parlement européen - Auberge de l'Ill et Relais Erbprinz R.F.A.)
- Le Théâtre en Europe.

### Télévision française - principales mises en scène et réalisations en direct entre 1956 et 1960
- L'Ombre du Cavalier d'Albert Husson - Création avec Julien Bertheau, France Noëlle et Robert Party
- Le Tartuffe de Molière avec Pierre Héral et Annie Ducaux
- Ruy Blas de Victor Hugo, avec Odile Mallet, Jacques Berthier, Jean Davy, Marcel Le Marchand
- Elisabeth, la Femme sans homme d'André Josset, avec Annie Ducaux, Marie-Thérèse Arène
- L'Affaire des Poisons de Victorien Sardou, avec Raoul Marco, Béatrice Bretty, Chantal de Rieux
- Mais n'te promène donc pas toute nue de Georges Feydeau, avec Sabine Auboin, Léo Bardollet
- Les Temps difficiles d’Édouard Bourdet, avec Béatrice Bretty, Max de Rieux, Chantal de Rieux
- Le Procès de Mary Dugan de Bayard Veiller, avec Ginette Leclerc, Jean Danet, Renée Passeur
- L'Illusionniste de Sacha Guitry, avec Jean Weber et Micheline Pauc.
- Faisons un rêve de Sacha Guitry, avec Jean Weber et Marie Laurence
- Madame Filoumé d'Eduardo de Filippo, avec Valentine Tessier et André Bervil
- L'Ile des chêvres d'Ugo Betti, avec Silvia Monfort et Alain Cuny
- Le Carrosse du Saint-Sacrement de Prosper Mérimée, avec Clément Bairam, Annie Monnier, Roland Bourguignon
- Le Sexe Faible de Barillet et Gredy, avec Max de Rieux, Dominique Paturel
- Azais de Louis Verneuil, avec Luce Feyrer, Dominique Paturel et Max de Rieux
- KMX Labrador de Jacques Deval, avec Michel Lemoine et Colette Ripert
- Mon Bébé de Maurice Hennequin, avec Claire Maurier et Dominique Paturel
- L'Arlésienne d'Alphonse Daudet, avec Antoine Balpêtré, Madeleine Silvain, Jacques Chabassol, Fernand Sardou, Brigitte Ardieu
- La Rabouilleuse d'Honoré de Balzac, avec Antoine Balpêtré
- La Samaritaine d'Edmond Rostand, avec Marie Déa et André Reybaz
- Véronique d'André Messager, avec Marina Hotine et Jacques Jansen
- Saisons d'Amour de Marc Berthomieu, avec René Roussel, Sabine Gaillard, Dominique Paturel.

Il adapte et réalise pour la première fois à la Télévision avec l'accord des auteurs : La Reine Morte d’Henry de Montherlant et Jazz de Marcel Pagnol.
Pour le Ministère de la Culture et la Direction du Théâtre et des Spectacles et l'OCCAV / ARCANAL, Production et réalisation d'une Collection archivage du Théâtre vivant, entre 1982 et 1983 :
- Erzsebet de Charles Chaynes et Michael Lonsdale - Création mondiale Opéra de Paris - Palais Garnier
- Paillasse de Ruggero Leoncavallo avec Jon Vickers, Gino Quilico, Juan Pons et Carol Vaness.
- Le Père de Strindberg par Otomar Crejca au Théâtre National de Chaillot .
- May B. de Maguy Marin lors de sa création à la Maison des Arts de Créteil.
- La Fuite en Chine et Trio au Théâtre de Paris avec le Groupe Tsé d'Alfredo Arias
- Platonov de Tchekov par Daniel Mesguich au Théâtre de l'Athénée.
- La Noce de Luce Berthomé création au Théâtre du Lucernaire.
- Poésie nue de et avec Pierre Lafont enregistré au Panthéon avec le concours de Régine Deforges.
- Mangeront-ils de Victor Hugo par Mario Franceschi avec Philippe Clay, Jean Paul Zehnacker, Yolande Folliot.
- A la rencontre d'Antonin Artaud, film (60 min) consacré à Antonin Artaud (Studios VTF de Boulogne) .

En 1983, Denis Maurey, fondateur et Président de l'Association pour le Soutien du Théâtre privé lui confie l'étude d'une Unité de production du Théâtre à la télévision avec la production et la réalisation des Sales Mômes d'Alphonse Boudard au Théâtre Marigny.
Le Gala des Etoiles qu'il produit et réalise en 1985 à l'Espace Cardin au profit de l'Orphelinat des Arts, alors présidé par Colette Brosset-Dhéry, rassemble une pléiade de vedettes venues le soutenir et rendre hommage à Robert Manuel et à Serge Lama avec Vincent Cassel, Patachou, Marie-Paule Belle, Les Petits Rats de l'Opéra de Paris, Cyprien Katzaris, Jean Marais, Jean Piat, Jacqueline Maillan, Jean-Claude Brialy, Elvire Popesco, Mireille Mathieu et Alain Decaux...
Il a  réalisé pour TF1 :
- Les Fourberies de Scapin au Théâtre de l'Athénée-Louis Jouvet avec Francis Perrin.
- Mon Père avait raison de Sacha Guitry au Théâtre Hébertot avec Paul-Emile Deiber, Jean Barney, Axelle Abbadie et Mony Dalmès.
- Des Nuits et des Jours de Pierre Laville par Catherine Dasté et Daniel Berlioux avec Roger Mirmont, Juliet Berto, Sylvie Jezequel.
- Le Fleuve Rouge de Pierre Laville créé au Théâtre du Gymnase à Marseille avec Marcel Maréchal, Jean-Claude Drouot, Catherine Arditi. Tatiana Moukhine, Francois Dunoyer.
- Coup de Soleil au Théâtre Antoine avec Jacqueline Maillan et Jean-Pierre Aumont.